# Виставка промисловості усіх націй
Ви́ставка промисло́вості усі́х на́цій (англ. Exhibition of the Industry of All Nations) — виставка, що проходила у Нью-Йорку в 1853 році на території теперішнього Браянт парку на Мангеттені.

## Історія
Нью-Йоркська Виставка промисловості усіх націй була проведена після і за аналогією з лондонською Великою виставкою промислових робіт усіх народів 1851 року.
Президентом виставкового комітету був Джейкоб Вестервельт, на той час мер Нью-Йорка; головним суперінтендантом — адмірал Семюел Дюпон. 
Відкрив виставку 14 липня 1853 року Президент США Франклін Пірс. За час роботи виставки на ній побувало понад 1,1 мільйона відвідувачів.

## Визначні пам'ятки
До головної будівлі виставки — New York Crystal Palace — прилягала Обсерваторія Латтінга, дерев'яна вежа висотою 96 метрів. На той час це була найвища споруда Нью-Йорка — вища від шпиля Троїцької церкви (88 метрів).
На виставці підприємець і винахідник Еліша Отіс продемонстрував ліфт, обладнаний пристроєм-вловлювачем, який спрацьовує, якщо обірветься піднімальний трос ліфта. Ця демонстрація вирішила серйозну стурбованість громадськості щодо безпеки ліфтів.
Винахідник Девід Альтер представив спосіб отримання і очищення брому з соляних свердловин, що був досить корисний для чорної металургії.
Також на Виставці промисловості усіх націй було показано перший у світі педальний квадроцикл.

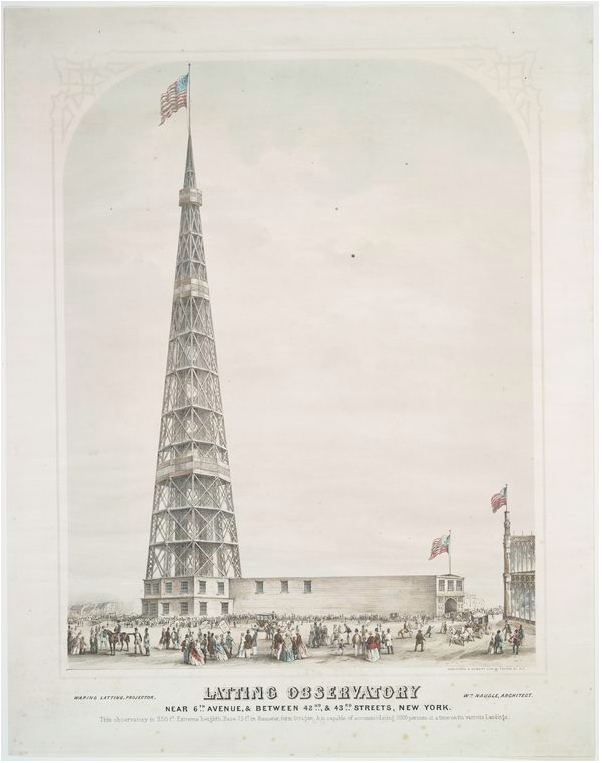
Обсерваторія Латтінга
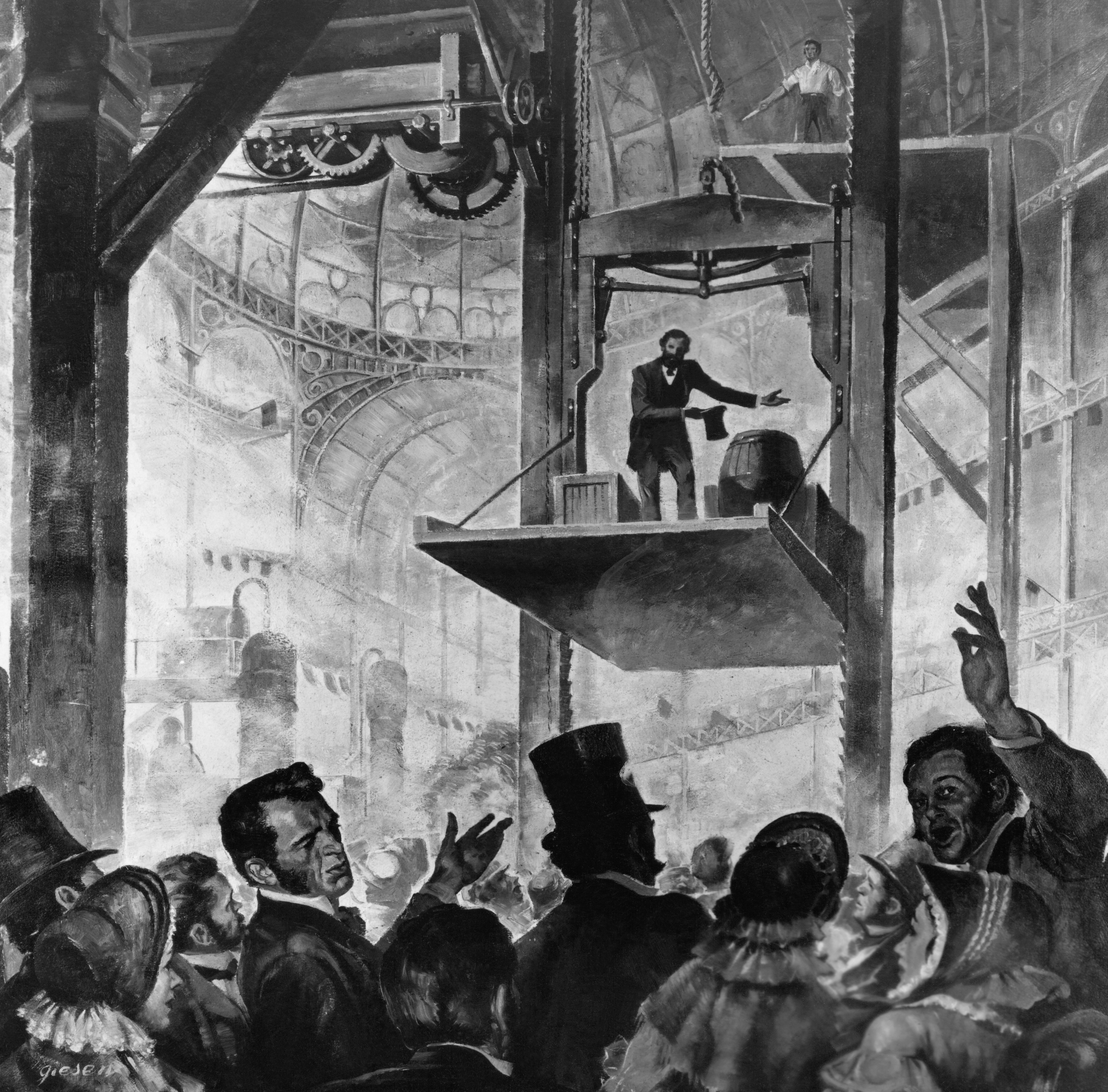
Демонстрація безпечного ліфта Еліши Отіса
Вітрина з прикрасами від фірми Linherr&Co.